# Gonçalo Bocas
Gonçalo Bocas ou Gonçalbocas é uma povoação portuguesa sede da Freguesia de Gonçalo Bocas do Município da Guarda, freguesia com 6,44 km² de área e 204 habitantes (censo de 2021), tendo, por isso, uma densidade populacional de 31,7 hab./km².

## Demografia
A população registada nos censos foi:
| Ano  | 0-14 Anos | 15-24 Anos | 25-64 Anos | > 65 Anos |
| 2001 | 27        | 20         | 115        | 55        |
| 2011 | 34        | 17         | 121        | 55        |
| 2021 | 20        | 19         | 106        | 59        |

## Património
- Igreja Paroquial de Gonçalo Bocas
- Capela de Santa Bárbara